# Два дворца породице Лазаревић у Великом Средишту
Два дворца породице Лазаревић у Великом Средишту, у општини Вршац су подигнути од средине 19. века до почетка 20. века. Дворци представљају непокретна културна добра као споменици културе .

## О дворцу
Грађење двораца је везано за породицу Лазаревић и њеног родоначелника Голуба, који се доселио из Србије. По добијању племства 1841. године, са титулом од Малог и Великог Средишта, подиже на поседу два дворца и парк. Породица Лазаревић је власник поседа до 1898. године. Посед су купили локални Немци, Георг Фриц и Карл Хаузер, који су били власници до краја Другог светског рата, када су банатски Немци протерани и извршена је национализација.
Старији, у духу класицизма, подигнут дворац изграђен је шездесетих година 19. века, а млађи крајем 19. и почетком 20. века у еклектичном стилу са неоготским елементима. Обе грађевине су приземне, са главном фасадом старијег дворца која је симетрично је решена, са великим портиком који носе дорски стубови у централном делу и уједначеним ритмом прозорских отвора са троугаоним фронтонима. Мањи дворац има степенасто завршену атику и омање куле на угловима. Окружују их велики парк и висока шума са примерцима ретког дрвећа.
Конзерваторски радови су обављани током 1986–1987. године само на великом дворцу.
У великом дворцу се налази основна школа „Бранко Радичевић”, а околни парк је прилагођен површини за игралиште. Ентеријер великог дворца је прилагођен потребама школе, чиме је аутентични ентеријер нестао. Зграда малог дворца је руинирана. Простор је коришћен првобитно за сеоски биоскоп, па омладински културни центар и на крају месну канцеларију. Данас зграда малог дворца нема намену.

## Легенда
О дворцима породице Лазаревић постоји легенда. Браћи Лазаревић је, по наводима, стечено богатство помутило разум и имали су изузетно високе захтеве. Наводно су желели и лети да се санкају, а пошто то није било могуће због недостатка снега, наручивали су стакло из Панчева, како би се по њему санкали. Убрзо по наручивању, жена млађег брата је пропала кроз стаклену стазу и умало погинула. Упркос томе, браћа Лазаревић су наставили да наручују стакло. Њиховог последњег лета у дворцу, 1897. године, када су се санкали по специјалном мат стаклу, нагло је захладнело и стакло се распрсло у мноштво ситних делова. Од тог тренутка, наводно су браћа налазила стакло свуда око себе - у кревету, храни, одећи... 

## Галерија
- Дворац Лазаревић
- Дворац Лазаревић
- Дворац Лазаревић
- Дворац Лазаревић
- Дворац Лазаревић
- Дворац Лазаревић
- Дворац Лазаревић
- Дворац Лазаревић
- Дворац Лазаревић
- Дворац Лазаревић